# Phymosomatoida
De Phymosomatoida zijn een orde van uitgestorven zee-egels (Echinoida) uit de superorde Calycina, waarvan de fossielen werden gevonden in Europa, Noord-Amerika, Noord-Afrika en het Midden-Oosten.

## Families
- Diplopodiidae Smith & Wright, 1993 †
- Emiratiidae Ali, 1990 †
- Heterodiadematidae Smith & Wright, 1993 †
- Phymosomatidae Pomel, 1883 †
- Polydiaematidae Hess, 1972 †